# Galeobdolon
Galeobdolon  é um gênero botânico da família Lamiaceae

## Espécies
| - Galeobdolon amplexicaule - Galeobdolon argentatum - Galeobdolon caucasicum - Galeobdolon chinense - Galeobdolon endtmannii - Galeobdolon flavidum - Galeobdolon galeobdolon - Galeobdolon galeopsis | - Galeobdolon kwangtungense - Galeobdolon luteum - Galeobdolon montanum - Galeobdolon szechuanense - Galeobdolon tuberiferum - Galeobdolon umbrosum - Galeobdolon vulgare - Galeobdolon yangsoense |

## Nome e referências
Galeobdolon Adanson